# 宮崎富次郎 (初代)
初代 宮崎 富次郎（しょだい みやざき とみじろう、1882年9月（明治15年） - 没年不明）は、日本の実業家。宮崎製作所代表取締役。長男は東洋ラジエーター（現：ティラド）元社長の2代目 宮崎富次郎。孫はアニメ監督の宮崎駿。曽孫はティラド代表取締役 CEO 兼 COO 社長執行役員の宮崎富夫。

## 経歴
東京都出身。奥村勝蔵の長男として生まれ、宮崎浅吉の養子となる。その後、製錠業を修得し、1904年（明治37年）独立し金属雑貨製作業を営む。その後、宮崎製作所を創業し代表取締役に就任。
その後、2代目富次郎として長男の芳太郎が22歳の若さで社業を継承し宮崎航空工業の社長のポストに就き、終戦で同社が解散するまで責任を全うした。

## 人物
宗教は天台宗。趣味は釣り。

## 家族
- 妻・千代子（1884年（明治17年）生） 
安達菊松の四女[1]。
- 長男・芳太郎（1909年（昭和42年）6月23日生）
米沢高等工業学校卒。2代目富次郎。東洋ラジエーター（現：ティラド）元社長。
- 次男・勝次（1914年（大正3年）生1月2日生） 
早稲田大学専門部商科卒[3]。東洋ラジエーター常務取締役[3]。宮崎航空工業専務取締役[3]。
- 孫・駿（1941年（昭和16年）1月5日）
学習院大学政経学部卒。アニメ監督。次男・勝次の次男。
- 曽孫・富夫
慶應義塾大学大学院理工学部修士課程修了。ティラド代表取締役 CEO 兼 COO 社長執行役員。長男・芳太郎（2代目富次郎）の孫。